# Peter Mauley, 2. Baron Mauley

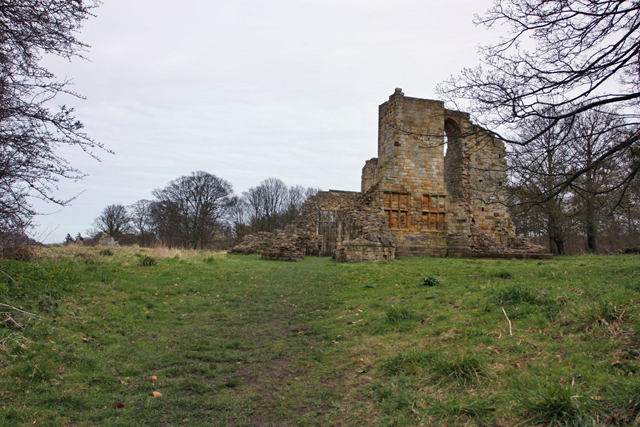
Die Ruinen von Mulgrave Castle, das im 14. Jahrhundert Sitz der Familie Mauley war

Peter Mauley, 2. Baron Mauley (auch Peter IV Mauley) (* 1281; † um 1336) war ein englischer Adliger.
Peter Mauley war der älteste Sohn von Peter Mauley, 1. Baron Mauley und von dessen Frau Nichola de Gaunt († 1284) (Haus Gent). Als Squire des königlichen Haushalts diente er 1300 während des Ersten Schottischen Unabhängigkeitskriegs. Zusammen mit Eduard, Prince of Wales, wurde er am 22. Mai 1306 zum Knight of the Bath geschlagen. Nach dem Tod seines Vaters 1308 erbte er dessen umfangreichen Besitzungen in Yorkshire sowie wurde als Baron Mauley in das Parlament berufen. Mauley galt als gewalttätiger Mann, der zahlreiche Gesetzesverstöße beging, darunter 1316 einem Raubüberfall auf Watton Priory in Yorkshire. Schon vor 1312 unterstützte er Thomas, 2. Earl of Lancaster, den Führer der Adelsopposition gegen den König. 1312 war er vermutlich an der Hinrichtung des königlichen Günstlings Piers Gaveston beteiligt. Seine nordenglischen Besitzungen wurden durch schottische Überfälle bedroht, so dass er Anfang 1315 an einer Versammlung nordenglischer Barone und Prälaten teilnahm, die über die Verteidigung der Scottish Marches berieten. Der König beauftragte ihn daraufhin am 6. Januar, zusammen mit drei weiteren Baronen, das Kommando über die nordenglischen Truppen zu übernehmen. Mauley blieb lange Jahre ein loyaler Unterstützer von Lancaster, doch als dieser 1321 offen gegen den König rebellierte, löste sich Mauley rechtzeitig von ihm. Trotz eines Verbots des Königs nahm er an dem Treffen der nordenglischen Barone und Marcher Lords teil, zu dem Lancaster im Juni 1321 nach Sherburn-in-Elmet geladen hatte. Dort erfuhr er vom Plan Lancasters, offen gegen den König zu rebellieren. Nach seinen Aussagen hätte Lancaster mit der Zerstörung seiner Burg in Mulgrave und sogar mit seinem Tod gedroht, falls er ihn nicht unterstützen würde. Dennoch wechselte Mauley die Seiten und lief zu Eduard II. über, der im Frühjahr 1322 die Rebellion Lancasters militärisch niederschlagen konnte.
Mauley heiratete Eleanor, eine Tochter von Thomas de Furnivall, 1. Baron Furnivall. Sein Erbe wurde sein Sohn Peter Mauley, 3. Baron Mauley, der noch zu Lebzeiten seines Vaters 1332 umfangreiche Teile des Familienbesitzes erhielt.